# Кёмеч, Айтуг
Айтуг Батур Кёмеч (тур. Aytuğ Batur Kömeç; род. 5 октября 2004, Газиосманпаша, Стамбул) — турецкий футболист, защитник клуба «Бешикташ».

## Клубная карьера
Кёмеч — воспитанник клубов "Галатасарай, " «Алтынорду» и «Бешикташ». 30 ноября 2023 года в поединке Лиги конференций против бельгийского «Брюгге» Айтуг дебютировал за основной состав последних.